# Химический кислородно-иодный лазер
Химический кислородно-иодный лазер (англ. Chemical oxygen iodine laser, COIL) — инфракрасный химический лазер. Выходная мощность в непрерывном режиме достигает единиц мегаватт, в импульсном от сотен гигаватт до единиц тераватт. Работает на длине волны 1,315 мкм, соответствующей переходу атомарного иода.
В лазер подаются газообразный хлор, молекулярный иод, раствор перекиси водорода и гидроксида калия. В результате химической реакции раствора с хлором (помимо тепла и хлорида калия) образуется кислород в возбуждённом состоянии со средним временем жизни 45 минут. Этот т. н. синглетный кислород передаёт энергию возбуждения молекулам иода, впрыснутым в газовый поток; их резонансная частота находится близко к резонансной частоте синглетного кислорода, поэтому передача энергии при столкновениях частиц синглетного кислорода и иода происходит эффективно и быстро. Затем в области оптического резонатора лазера происходит генерация на возбуждённом иоде на длине волны 1,315 мкм.
Лазер работает при сравнительно низких давлениях газа в непрерывном режиме и высоких в случае импульсного режима работы, но скорость его потока во время реакции должна приближаться к скорости звука; описаны конструкции даже со сверхзвуковым течением. Низкое давление и быстрый поток газа делают отвод тепла из области генерации простым по сравнению с высокоэнергетическими твердотельными лазерами. Продукты реакции — хлорид калия, вода и кислород; следы хлора и иода удаляются из отработанной смеси галогеновым скруббером (газопромывателем).
Лазер COIL был разработан ВВС США в 1977 году для военных целей. Однако, по своим свойствам он также полезен для промышленной обработки. Пучок можно сфокусировать и передать по оптоволокну, так как эту длину волны слабо поглощает кварц, но очень хорошо поглощают металлы, что делает лазер подходящим для резки и сверления. Была продемонстрирована резка нержавеющей стали и хастеллой (группа антикоррозийных никельсодержащих сплавов) с использованием кислородно-иодного лазера с заранее отведённым волноводом (fiber-coupled laser в оригинале). В 1996, TRW Inc. удалось создать лазер мощностью в сотни киловатт, работающий в непрерывном режиме несколько секунд. Двадцати-киловаттный лазер был испытан ВВС США около 1998 г. (RADICL: Research Assessment, Device Improvement Chemical Laser).
Вероятно использование кислородно-иодного лазера в качестве компоненты системы ПРО.